# Gigante (Huila)
Gigante es un municipio colombiano ubicado al centro oriente del departamento de Huila. Hace parte de la región andina, sobre la margen izquierda del río Magdalena entre la cordillera oriental y el cerro Matambo. Su extensión territorial es de 626 km², su altura es de 860 m s. n. m. y su temperatura promedio es de 24 °C.
Cuenta con una población de 34.410 habitantes de acuerdo con proyección del DANE para año 2019. El casco urbano del municipio está localizado en la parte noreste del departamento (Región Subcentro). Su economía se basa principalmente en el sector agrícola (principalmente café y cacao), la ganadería, piscicultura, la extracción de petróleo y generación de energía eléctrica;  ya que es parte del área de influencia de la represa del Quimbo con un 43,91% (Porcentaje del embalse o cuenta en el área del municipio). Es conocida como «Capital Cacaotera del Huila». Durante los últimos años el crecimiento económico ha avanzado gracias al auge del turismo en el sector rural en los que emergen emprendimientos de sitios acogedores con hermosos moradores, fincas agroturisticas, deportes extremos, caminatas ecológicas, rutas gastronómicas e innumerables distracciones que ofrece ese bello municipio. 

## Toponimia
La historia del origen del nombre, "El Gigante", es desconocida y carece de suficiente información. Sin embargo, sobre el nombre de Gigante existen dos teorías; que se tienen son de origen popular y no han sido científicamente demostradas:
- La primera cuenta que en su extensión se encontró el esqueleto de un mastodonte o mammut, animales extintos hace más de 11 mil años, animales que habitaron la región hace más de diez mil años y que se extinguieron debido a su gran volumen.[7]
- La segunda, recurre a historias mágicas que hablan de la presencia de gigantes, y quienes protagonizan esta gran historia son Matambo y Mirthayú. Una gran leyenda que constituye una de las teorías del nombre del municipio de Gigante, Huila, al considerarse ser tierra de mágicas historias, entre ellas, sobre seres gigantes divididos entre la protección y el acecho de los territorios.[8]

## División Político-Administrativa
Además de su Cabecera municipal. Gigante tiene bajo su jurisdicción los siguientes Centros poblados:
- El Jardín
- El Mesón
- El Porvenir
- El Recreo
- La Bodega
- La Chiquita
- La Gran Vía
- La Vega
- Potrerillos
- Pueblo Nuevo
- Rioloro
- Silvania
- Tres Esquinas
- Vueltas Arriba

## Símbolos

#### Bandera
Creada y diseñada el doctor Edgar Silva Borrero, Ana Maria Silva y Ximena Silva Giraldo. Está compuesta por: 
- La franja roja, está dedicada a la historia nuestra durante la emancipación como también al sacrificio, amargura, sufrimientos y preocupaciones de los hogares giganteños ante el dominio del gobierno español. allí está simbolizada la sangre de los próceres  que ofrecieron sus vidas en defensa de la libertad, en engrandecimiento de la patria y de la sociedad.
- La franja blanca, simboliza el sentimiento religioso del pueblo giganteño y el don de la paz.
- La franja amarilla, simboliza las riquezas de Gigante en los tres reinos de la naturaleza. además el trabajo del campesino para transformar las montañas, los montes y llanuras en cultivos que embellecen el paisaje convirtiéndolos en parcelas que brotan abundantes frutos.[9]

#### Escudo
Creado y diseñado por Jose Jesus Ramírez y Jose Bernandino Suárez. Está distribuido de la siguiente manera:
- El fondo blanco significa la fuerza de la raza y las borlas amarillas las riquezas del subsuelo.
- En el centro la ceiba rodeada por cadenas rotas, simboliza la abolición de la esclavitud durante el gobierno del presidente José Hilario López.
- Al fondo la silueta del templo parroquial, significando la religiosidad de sus gentes y el patrimonio arquitectónico nacional, y el dombo, espacio indicando la grandeza de su pueblo.
- Adornos laterales los frutos del cacao y el café productos sobresalientes de la región.
- Las partes rojas indican la sangre derramada por los héroes giganteños. Debajo las letras sobresalientes municipio de gigante.

## Historia
Desde 1698, se tiene evidencias de pobladores en la región. En 1750 existía en la región una Viceparroquia conocida con el nombre de San Antonio de la Honda, que fue creciendo rápidamente y con ella también lo hicieron los problemas por la mala ubicación. El 3 de julio de 1780 fue nombrado don Jacinto Fajardo como su primer Alcalde y el 13 de septiembre de 1782 el Presbítero Luis Julián Méndez de Molina Cura en propiedad. 
El 17 de septiembre de 1782 se firmó una escritura entre el vendedor Jorge MIguel de Cuellar y el alcalde Fernando Méndez de un lote de terrenos para ampliar la localidad de la parte urbana. Esta fecha se ha consagrado como acta de fundación del Gigante, pero en realidad el pueblo existía desde antes del año 1698. El 24 de diciembre de 1782 los vecinos decidieron trasladar el pueblo al lugar que ocupa actualmente, volviéndose a desarrollar, ahora convenientemente, hasta que en 1789 fue elevado a la categoría de Municipio.

## Geografía

### Localización
El casco urbano está ubicado en las coordenadas 2°23′23″N 75°18′16″O / 2.38972, -75.30444 en la parte centro-oriental del territorio huilense, sobre la troncal del Magdalena, entre el Cerro Matambo – margen izquierda del río Magdalena - y la Cordillera Oriental.
| Noroeste: Municipio de Tesalia | Norte: Municipio de Yaguará. Municipio de Hobo | Nordeste: Municipio de Hobo   |
| Oeste: Municipio de Paicol     |                                                | Este: Municipio de Algeciras. |
| Suroeste: Municipio de Agrado  | Sur: Municipio de Garzón                       | Sureste: Caquetá              |

Gigante tiene una extensión total de 626 kilómetros cuadrados. Su territorio municipal limita al norte con Hobo y Algeciras, al sur con Garzón, al este con Algeciras nuevamente y con el departamento del Caquetá y al oeste con El Agrado, Paicol, Tesalia y Yaguará. El casco urbano se encuentra a un altura de 860 metros sobre el nivel del mar, siendo un clima tropical cálido cuyo promedio es de 24 °C, pero tiene pisos térmicos superiores más fríos y de páramo en la montaña alta.
El área urbana tiene una extensión de 4 kilómetros cuadrados, mientras que la zona rural alcanza los 622 kilómetros cuadrados.

## Ecología

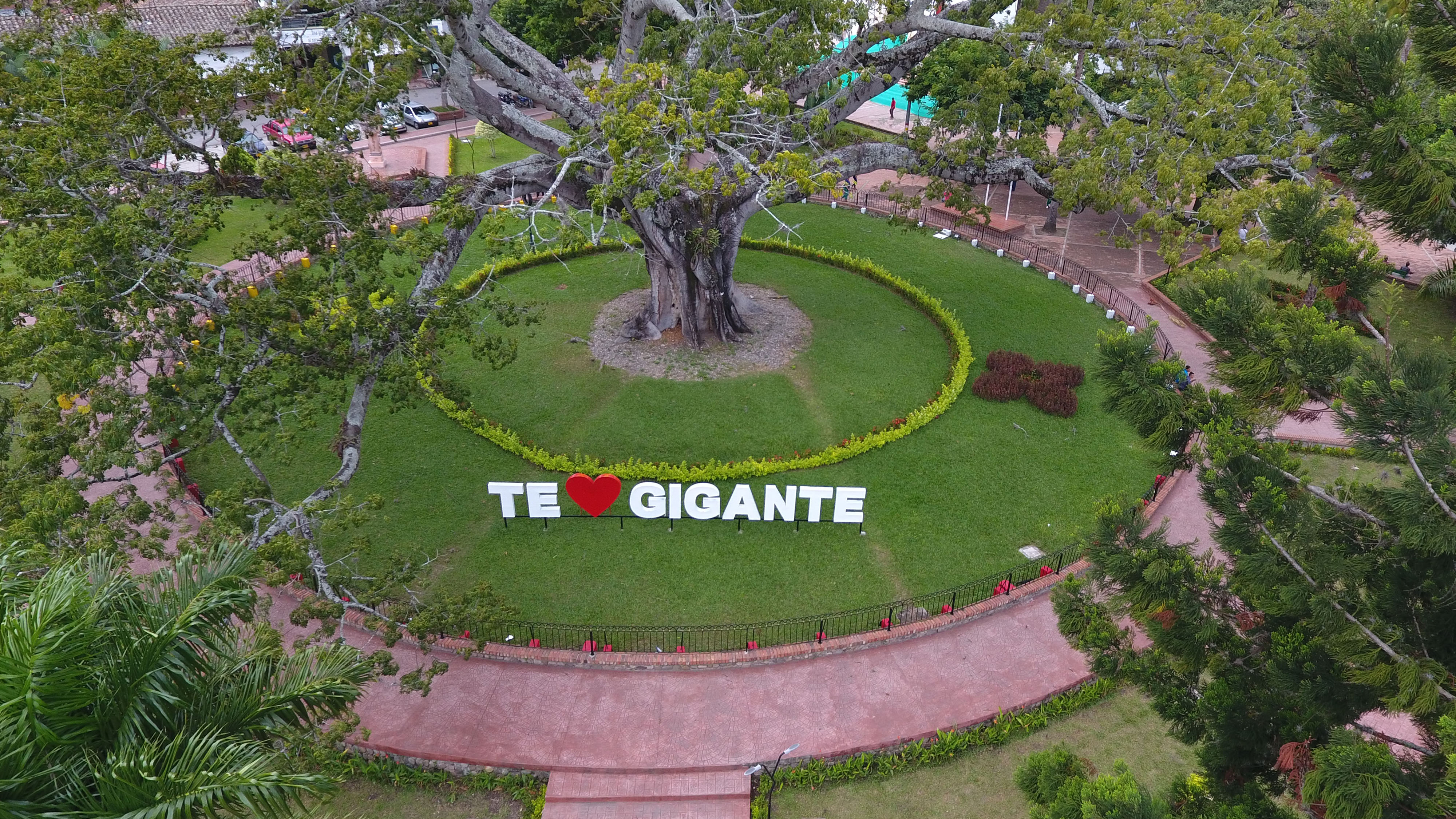
Parque Principal, Ceiba de la Libertad

Al hablar de ecología, Gigante necesariamente ha de mencionarse la hermosura y suntuosidad de la Ceiba de la Libertad sembrada en medio de la Plaza Principal, cuya circunferencia mayor de su tallo es de 12 metros y la menor de 8 metros; su altura es de 40 metros y el follaje cubre una superficie de 2.827 mts2 siendo muy notoria su majestuosidad en la Plaza Principal del municipio. Además Gigante es un municipio rico en bosques, ríos y quebradas, aunque en la actualidad haya disminuido su porcentaje debido a la destrucción que esta realizando.

## Vías de comunicación

### Terrestres
Gigante - Garzón (Huila): 30 kilómetros
Gigante - Neiva: 84 kilómetros
Gigante - Pitalito: 97 kilómetros
Gigante - Bogotá: 379 kilómetros

### Fluviales
La vereda de Veracruz es  uno de los  accesos al Río Magdalena, a través del cual limita con los  municipios vecinos  Paicol y el Agrado. Al igual desde el Puerto Bengala ubicado a la orilla del río grande de la Magdalena se puede desplazar hacia otros lugares cercanos.

## Economía

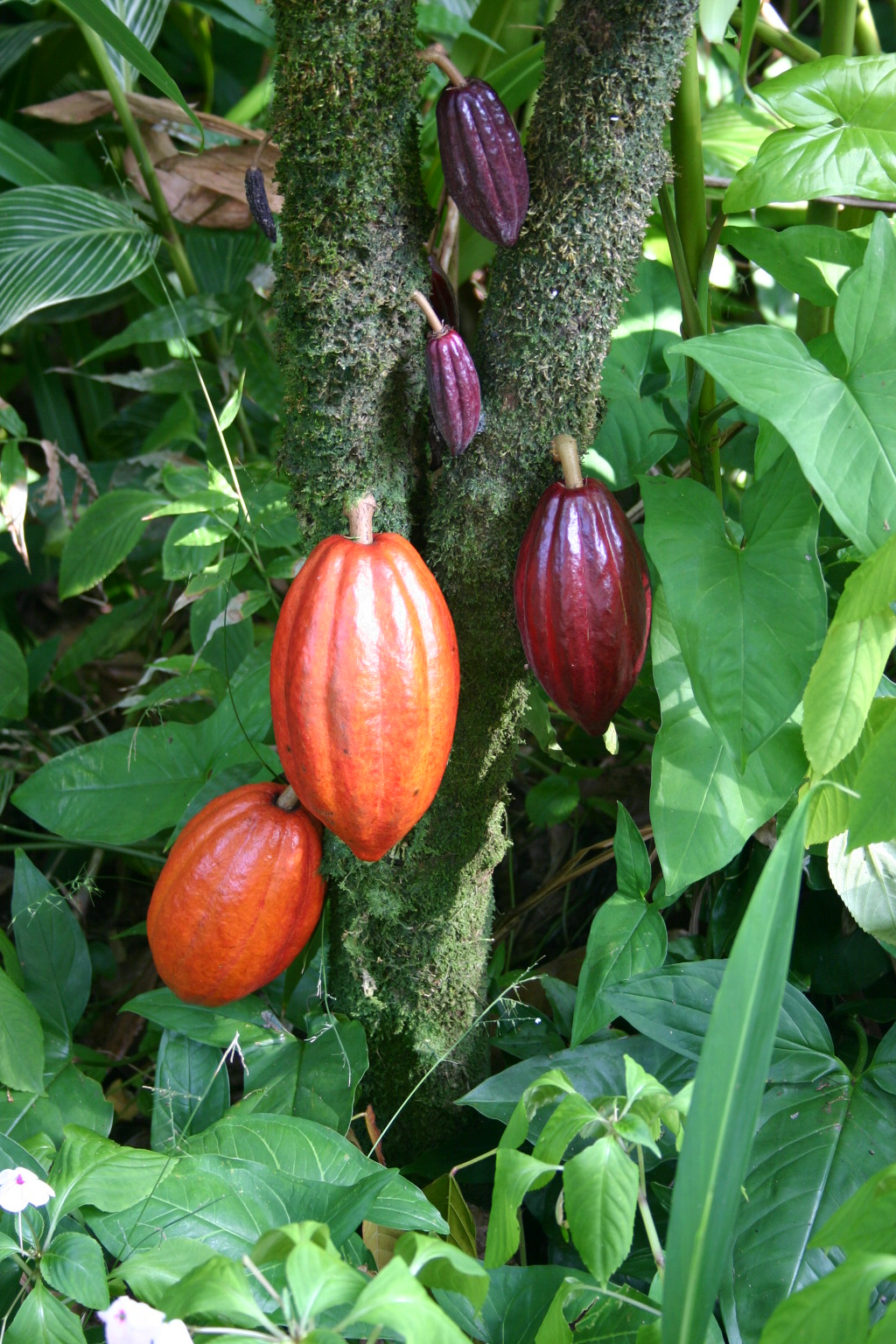
Gigante es conocida como la capital cacaotera de Colombia, junto con San Vicente de Chucurí.

Gigante es un municipio esencialmente agrícola cuyo 70% de su economía depende de los cultivos de productos como el café y el cacao. También destina una gran parte de su territorio a la ganadería. Aunque es conocida como la capital cacaolera, el café ocupa su primera producción. Otros productos agrícolas son la granadilla, el maracuyá, el tomate, el plátano y la yuca.
En cuanto a la ganadería, el municipio cuenta con las siguientes especies: cebú criollo, cebú suizo y ganado lechero. También abunda el cerdo y la piscicultura entre los cuales la carpa, el sábalo y el bocachico. Menos abundante es la avicultura.
Otro sector es el minero entre lo que se destaca el proyecto de explotación de dos yacimientos petroleros. Uno de ellos está siendo explotado y ello representa una producción de 700 barriles anuales de petróleo desde 2000. Actualmente es el centro de la obra Represa del Quimbo. 

## Giganteños Ilustres
Yhon Romero Meneses,  Escritor, Psicólogo e Investigador

## Servicios públicos
- Energía Eléctrica: Electrohuila, es la empresa prestadora del servicio de energía eléctrica.
- Gas Natural: Alcanos de Colombia, es la empresa distribuidora y comercializadora de gas natural en el municipio.